# Marc Déry
Marc Déry (né le 4 novembre 1963 à Mascouche, au Québec, Canada) est un auteur-compositeur-interprète, guitariste et bassiste québécois.

## Carrière musicale

### Zébulon
Dès l'adolescence, Marc Déry fonde avec son frère Yves un groupe qui deviendra Zébulon en 1991. Il en est le chanteur, bassiste et guitariste.  Jusqu'à sa dissolution, en 1997, Zébulon sort deux albums et remporte trois Félix qui le consacrent comme le groupe phare du rock québécois des années 1990. En 1990, il a aussi joué comme bassiste avec Les Colocs.

### Carrière solo
En 1999, Marc Déry lance sa carrière solo avec un premier album éponyme, dont il assure aussi la réalisation. Le batteur de Zébulon, Alain Quirion, l'accompagne. Moins rock que le son de Zébulon, à la fois plus intimiste et plus trip-hop, Marc Déry est un grand succès, avec des chansons comme Le monde est rendu peace ou La cabane à Félix. En 2002, Déry poursuit dans la même veine avec À l'avenir (Ostie qu'il se lève tard).
Le troisième album solo de Marc Déry, À la figure (2005), conçu après la naissance de sa fille, propose un son plus doux, avec l'ajout d'un quatuor à cordes.
En 2000, il compose la chanson thème des Gingras-Gonzalez, émission diffusée à TQS. Il est aussi leader du house-band de l'émission.

### Retour de Zébulon
En 2008, Zébulon se reforme pour enregistrer un troisième album, Retour sur Mars, qui reprend certains succès des deux premiers, dont Job steady , Adrénaline et pas capable.